# Abbaye de Mount Saviour
L'abbaye de Mount Saviour (littéralement du Mont-Sauveur ; appelée aux États-Unis Mount Saviour Abbey ou Mount Saviour Monastery) est une abbaye bénédictine aux États-Unis dans l'État de New York. Elle appartient à la congrégation américano-cassinaise au sein de la confédération bénédictine et comprend quinze moines vivant à l'abbaye et trois cents oblats vivant dans le siècle. Elle est vouée à la Transfiguration du Sauveur, dont la fête est le 6 août.

## Histoire
L'abbaye a été fondée comme prieuré par le P. Damasus Winzen (1906-1971), osb, originaire d'Allemagne, venant de l'abbaye de Maria Laach, venu avec trois compagnons s'établir sur les collines près d'Elmira dans la campagne de Pine City en 1950. 
Le prieuré devient abbaye en 1951. C'est le premier monastère des États-Unis à avoir une église qui n'est pas de forme longitudinale. 
Le fondateur, le P. Winzen, propose à la communauté le projet d'un monastère à vocation simple, sans école ni engagement paroissial. Il prône la simplicité de vie, l'hospitalité, la participation des hôtes aux offices, le travail. 
Le P. Winzen veut une chapelle au moindre coût, pas simplement provisoire, mais qui puisse servir pour tout le monastère quand il sera terminé. Il désire aussi un plan octogonal, avec l'autel au centre. Pour élaborer l'édifice, il fait appel à l'architecte new-yorkais Joseph Sanford Shanley. Ronald Cassetti achève la construction des bâtiments, sur la base des plans de Shanley, mais avec une plus grande capacité.
Le monastère se révèle d'avant-garde, avec une forte tendance œcuménique, sous l'impulsion du fondateur, en avance sur Vatican II. De la fondation jusqu'en 2006, 300 clercs et laïcs, catholiques ou non, de tous modes de vie, ont été reçus oblats de l'abbaye.
Ils ont tout construit de leurs mains au début, vivant de leur exploitation forestière et d'élevage de moutons. Les moines continuent aujourd'hui et s'occupent en plus d'apiculture et de fabrication de linge de maison, de matelas et de produits en laine.
L'église reconstruite en 1962 de forme octogonale abrite dans sa crypte une statue du XIVe siècle de l'École française représentant Marie, Reine de la Paix.
Les moines reçoivent pour des retraites. Ils gèrent aussi une librairie et une boutique d'artisanat monastique.

## Offices
- 4 h 45 : vigiles
- 7 h : laudes
- 9 h : messe (à 7 h le lundi)
- 12 h : sexte
- 15 h : none (13 h 15 le dimanche)
- 18 h 30 : vêpres (18 h le dimanche)
- 20 h 15 : complies.